# In goede en kwade dagen
In goede en kwade dagen is het 9de stripverhaal van En daarmee Basta!. De reeks wordt getekend door striptekenaarsduo Wim Swerts & Vanas. Tom Bouden neemt de scenario's voor zijn rekening. De strips worden uitgegeven door de Standaard Uitgeverij. Het stripalbum verscheen in december 2008.

## Personages
In dit verhaal spelen de volgende personages mee:
- Joost, Stijn, Ruben, Bert, Patsy, Isa, Laura, Kathy

## Verhaal
Sinds album 1 zijn Bert en Patsy verliefd op elkaar, maar nog steeds ongehuwd samen. Daar zal eindelijk verandering in komen. Wanneer Patsy, met een tikkeltje onder druk, aan Bert vraagt om haar ten huwelijk te vragen, beantwoordt ze Berts vraag met een volmondige ja. Het trouwfeest wordt georganiseerd en plots duiken de moeder van Patsy en de broer van Bert op. Deze twee worden niet enthousiast ontvangen, en slagen erin de voorbereidingen voor het huwelijksfeest goed in de war te sturen. Ondertussen gaat het schijnbaar niet zo goed met Ruben en Laura, ze hebben steeds ruzie. Maar is dat echt wel zo? Verder wordt het huwelijksfeest door een slang, spetterend vuurwerk en een onvoorziene gast nog verstoord.

## Trivia
- Op strook 1 leest Isa een W817-stripverhaal.
- Op strook 18 een verwijzing naar Hec Leemans op een affiche.
- Voorts heeft Ruben ook nog een shirt van Star Trek aan.
- Op strook 43 zijn Steve en Carlo van W817 aanwezig op het huwelijksfeest.
- Ook op strook 43 is Fanny en Konstantinopel van De Kiekeboes aanwezig op het huwelijksfeest .
- Op strook 45 is ook Octaaf De Bolle van Samson en Gert aanwezig.
- Op het eind van dit verhaal keert Kathy terug van Canada. In album 6 vertrok ze immers naar Canada voor een hockeystage.
- Dit verhaal stopt met een cliffhanger, maar dit in stripvorm, het vervolg is te lezen in het volgend verhaal.